# 舞妓さんは名探偵!
『舞妓さんは名探偵!』（まいこさんはめいたんてい）は、山村美紗の推理小説「祇園舞妓 小菊シリーズ」を原作とする、テレビ朝日系列で放送されたテレビドラマ。京都を舞台に舞妓の小菊が難事件を解決するミステリードラマ。
1988年から1990年まで単発特別2時間ドラマとして酒井法子が主役を演じ3話放送された作品と、 1999年4月から6月までレギュラー1時間ドラマとして酒井美紀が主役を演じ9話放送された作品がある。

## 酒井法子版（1988年 - 1990年）
テレビ朝日系列火曜スーパーワイド（1988年、1989年）と火曜ミステリー劇場（1990年）で、火曜日20:00 - 21:48に放送された2時間ドラマ。
山村美紗原作のシリーズで、舞妓の小菊（酒井法子）と画家の沢木潤一郎（田村亮）が事件を解決する。

### キャスト
主要人物
- 小菊 - 酒井法子
- 沢木潤一郎 - 田村亮
- 狩矢（警部） - 横内正
- 橋口（刑事） - 伊庭剛
- 葉子 - 山村紅葉

ゲスト
第1作「山村美紗の密室ミステリー　京都花見小路殺人事件　舞妓さんは名探偵！」（1988年）
- 円山麻理 - 白都真理
- 長田克彦 - 荒木しげる
- 松岡由美、伊東知則、木之原賀子、奈波登志子、五十棲典子、高橋由季、鈴川法子、春藤真澄、平本純子、稲垣陽子、千ひろ、中研一、内藤康夫、池田弘治、波多野博、清家三彦、武井三二

第2作「山村美紗の密室ミステリー　京舞妓殺人事件　舞妓さんは名探偵Ⅱ　ニセブランド品が死を招く！」（1989年）
- 雪千代 - 蜷川有紀
- 真理 - 松井紀美江
- 舞妓・豆花 - 武田京子
- 二宮さよ子、神津友子、奈波登志子、河合綾子、五十棲典子、細谷千絵、春藤真澄、星野美恵子、太田和余、武井三二、松井丈士、司裕介、三村敬三、高橋由季、出光元、小林勝彦、小坂一也

第3作「山村美紗サスペンス　京都東山殺人事件　舞妓さんは名探偵」（1990年）
- 森宮涼子 - 水沢アキ
- 僧侶・幽信 - 戸浦六宏
- 舞妓・豆代 - 浅野愛子
- 舞妓・小君（吉井君子） - 吉野真弓
- 工藤栄三 - 田中弘史
- 鈴木喜勝、瀬田吉史、春藤真澄、武井三二、遠山金次郎、保坂亜耶、三村敬三、高橋由季、石山律雄

### スタッフ
- 原作 - 山村美紗
- 脚本 - 篠崎好
- 音楽 - 池田恵
- 監督 - 中津川勲（1988年）、日高武治（1989年と1990年）
- エンディングテーマ
  - 酒井法子「HAPPY AGAIN」（1988年）
  - 酒井法子「さよならを過ぎて」（1989年）
  - テレサ・テン「涙の条件」（1990年、火曜ミステリー劇場テーマ曲）
- 制作 - テレビ朝日、東映

### 放送日程
| 話数 | 放送日         | サブタイトル         | 原作                     | 脚本   | 監督     | 視聴率 |
| ---- | -------------- | -------------------- | ------------------------ | ------ | -------- | ------ |
| 1    | 1988年10月18日 | 京都花見小路殺人事件 | 『京都花見小路殺人事件』 | 篠崎好 | 中津川勲 | 10.8%  |
| 2    | 1989年08月01日 | 京舞妓殺人事件       | 『京舞妓殺人事件』       | 篠崎好 | 日高武治 |        |
| 3    | 1990年04月24日 | 京都東山殺人事件     | 『京都東山殺人事件』     | 篠崎好 | 日高武治 | 10.5%  |

- 視聴率はビデオリサーチ調べ、関東地区・世帯

## 酒井美紀版（1999年）
1999年4月15日から6月17日まで毎週木曜日20:00 - 20:54に、「木曜ミステリー」枠で放送された。
舞妓の小菊（酒井美紀）が、巻き込まれる不可解な事件に挑むとともに、小菊の青春物語を描く。

### 概要
山村作品は2時間サスペンスで当時すでにお馴染みだったが連続ドラマ化は初であり、『白線流し』（フジテレビ系列）でテレビドラマの準主役は経験していた酒井美紀も主役は初めて、また山村作品で渋い二枚目俳優が演じることの多い狩矢荘助という警部を従来のイメージとは違ってもっと人間臭くしようと船越英一郎を起用するなど、幾つも新しい試みがなされていた。ちなみに船越の狩矢警部が主役であるTBS系列『狩矢警部シリーズ』が始まるのは本作品から6年後である。
そして東映京都撮影所での収録のため、主に東京が活動の場である出演者たち、とりわけ収録の都度メイクと着付けに1時間半を要する舞妓姿となる若手女優たちのスケジュール調整で苦労しながらも、単なるアイドルドラマに留まることのない意欲作としてシリーズ化を期待され、関西では平均視聴率が木曜夜8時代で一番良く16%を越えて週間視聴率ベスト30に食い込む人気番組となった。しかし関東では平均8.0%と数字が伸びていかず、結局パートIIやスペシャル番組は制作されなかった。
なお、共演の原田芳雄は「木曜ミステリー」枠に出演した唯一の作品である。
オープニングを手がけたZARDは、同枠では最初の作品で以降『科捜研の女』（シーズン1）、『異議あり!女弁護士大岡法江』でも手がけた。
2023年9月19日より東映チャンネルで毎週火曜15:00と翌週火曜9:00に2話まとめて再放送されることが決まった。映像ソフトの販売、動画配信サイトの配信は今のところ予定はない。

### キャスト
主要人物
- 小菊〈20〉（京都、祇園の舞妓） - 酒井美紀
- 沢木潤一郎〈29〉（日本画家） - 原田龍二

玉の家
- 小ふじ〈33〉（芸妓） - 高橋ひとみ
- 小せん〈21〉（舞妓） - 梶敦美
- 小奈美〈17〉（舞妓） - 柳明日香
- 宗方芳江〈68〉（置屋『玉の家』の女将） - 岸田今日子

京都府警
- 狩矢〈42〉（京都府警捜査一課警部） - 船越英一郎
- 橋口（刑事）〈30〉（京都府警捜査一課刑事） - 山西惇

その他
- 丸山瞳〈35〉（バー“花祇園”のママ） - 山村紅葉
- 月村草弦〈55〉（沢木潤一郎の父） - 原田芳雄（青年時代：松田吉博）
- 白菊 - 塚本加成子

ゲスト
第1話「京都祇園連続殺人」
- 八鈴 - 林美穂
- 八静 - 白木順子
- 早川宗之介 - 木村元
- 池田裕幸 - 信太昌之
- 信子 - 堀江奈々
- 石上 - 北見唯一
- 小菊の母 - 新海百合子

第2話「茶の湯密室殺人事件」
- 園子 - 岩本千春
- 市花 - 園英子
- 小林征太郎 - 浜田晃
- 小林和彦 - 坂詰貴之
- 小林加代 - 秋篠美帆

第3話「舞妓純愛殺人事件」
- 豆香 - 笹峰愛
- 杉原 - 葛山信吾
- 春山 - 大竹修造
- 桂 - 中田浩二
- 太田 - 津村鷹志
- 西野 - 笹木俊志

第4話「京名菓殺人事件!!」
- 菊川良成 - 出光元
- 菊川千秋 - 竹本聡子
- 沢田春彦 - 緒形幹太
- 大原総一 - 有川正浩
- 大原眉子 - 田辺ひとみ
- 綾 - 渋谷めぐみ

第5話「女の斗い殺人事件」
- 三津田健一 - 若松武
- 石田マリ子 - 大沢逸美
- 藤原 - 徳田興人
- 足立 - 峰蘭太郎
- 磯川 - 窪田弘和
- 千景 - 多田幸代
- 夏樹 - 山本容子
- 桜子 - 河合綾子

第6話「京都映画村大爆破!」
- 藤波孝志 - 神山繁
- 大和田 - 伊藤敏八
- 梅沢 - 林哲夫
- 小野寺 - 西村正樹
- 三杉 - 伊庭剛
- 早川麻矢子 - 秦由香里

第7話「殺人予告! 京友禅は見た!!」
- 浅川万葉 - 梅野泰靖
- 浅川百葉 - 井田州彦
- 権藤ユリ子 - 栗田よう子
- 橋本雪舟 - 中嶋俊一
- 麻田あけみ - 鈴川法子
- 塚越良子 - 曽木亜古弥
- 橘 - 藤沢徹夫

第8話「死の舞い! バラの刺の罠!!」
- 豆葉 - 宮川由起子
- 野上修一郎 - 石山律雄
- 浅田安嗣 - 外波山文明
- 藤井渉 - 石田登星
- 作並潤二 - 内藤和也

最終話「衝撃の真実! 父娘涙の再会」
- 作並潤二 - 清水綋治
- 熊川功一 - 冨家規政
- 尾関荘太郎 - 牧口元美（青年時代：藤枝政巳）
- 森田 - 有島淳平

### スタッフ
- 原作 - 山村美紗
- 脚本 - 橋本以蔵、砂本量、田中ひろみ
- 音楽 - 池頼広
- 監督 - 中野昌宏、関本郁夫、橋本一
- 主題歌 - ZARD「世界はきっと未来の中」
- プロデューサー - 井圡隆（テレビ朝日）、中曽根千治、矢後義和、須藤泰司（東映）
- 制作 - テレビ朝日

### 放送日程
| 各話                                                          | 放送日        | サブタイトル             | 脚本       | 監督     | 視聴率 |
| ------------------------------------------------------------- | ------------- | ------------------------ | ---------- | -------- | ------ |
| 第1話                                                         | 1999年4月15日 | 京都祇園連続殺人         | 橋本以蔵   | 中野昌宏 | 8.2%   |
| 第2話                                                         | 4月22日       | 茶の湯密室殺人事件       | 砂本量     | 関本郁夫 | 9.6%   |
| 第3話                                                         | 4月29日       | 舞妓純愛殺人事件         | 橋本以蔵   | 関本郁夫 | 8.2%   |
| 第4話                                                         | 5月06日       | 京名菓殺人事件!!         | 砂本量     | 中野昌宏 | 7.8%   |
| 第5話                                                         | 5月13日       | 女の斗い殺人事件         | 橋本以蔵   | 中野昌宏 | 8.5%   |
| 第6話                                                         | 5月27日       | 京都映画村大爆破!        | 砂本量     | 橋本一   | 7.4%   |
| 第7話                                                         | 6月03日       | 殺人予告! 京友禅は見た!! | 田中ひろみ | 橋本一   | 7.9%   |
| 第8話                                                         | 6月10日       | 死の舞い! バラの刺の罠!! | 橋本以蔵   | 中野昌宏 | 6.3%   |
| 最終話                                                        | 6月17日       | 衝撃の真実! 父娘涙の再会 | 橋本以蔵   | 中野昌宏 | 7.9%   |
| 平均視聴率 8.0%（視聴率はビデオリサーチ調べ、関東地区・世帯） |               |                          |            |          |        |

| テレビ朝日系列 木曜ミステリー                           | テレビ朝日系列 木曜ミステリー                 | テレビ朝日系列 木曜ミステリー                     |
| 前番組                                                  | 番組名                                        | 次番組                                            |
| ------------------------------------------------------- | --------------------------------------------- | ------------------------------------------------- |
| 京都迷宮案内（第1シリーズ） （1999年1月14日 - 3月11日） | 舞妓さんは名探偵! （1999年4月15日 - 6月17日） | 京都始末屋事件ファイル （1999年7月1日 - 9月16日） |